# Henriette Ith-Wille
Henriette Ith-Wille, née le 31 août 1885 à La Chaux-de-Fonds et morte le 12 novembre 1978 à Genève, est une infirmière, pédagogue et pacifiste suisse. Elle a été connue sous plusieurs noms, dont le pseudonyme Henriette Rémi et ses noms d’épouse Henriette Danneil puis Henriette Ith.

## Biographie
Henriette Wille naît dans une famille d’horlogers à La Chaux-de-Fonds. Elle se marie en 1914, avant le début de la Première Guerre mondiale, avec Hans Danneil, un militaire prussien ; elle obtient alors la nationalité allemande (et perd sa nationalité suisse), s’installe en Allemagne et s’occupe des soldats blessés au front, vraisemblablement à l’hôpital militaire de Verden.
Peu à peu, et notamment du fait de la guerre, des divergences idéologiques naissent au sein du couple, qui divorce en 1928. En 1919, Henriette Wille adhère ainsi à l’Internationalen Jugend-Bund (Ligue internationale de la Jeunesse, devenu ensuite la Internationaler Sozialistischer Kampfbund ou ISK), un mouvement de jeunesse socialiste et pacifiste fondé par Leonard Nelson. Elle retourne en Suisse en 1924, à Genève, où elle travaille un temps pour Alice Descœudres ; elle rejoint le Bureau international d'éducation, enseigne l’espéranto et occupe le poste de secrétaire de Pierre Bovet,.
Elle épouse le Suisse Émile Ith en 1929, ce qui lui permet de rester en Suisse : les autorités administratives refusant de lui rendre sa nationalité de naissance, elle aurait dû retourner en Allemagne à l’expiration de son titre de séjour.
Entre 1928 et 1932, elle traduit en espéranto le journal de l’ISK et le diffuse comme support de cours auprès de ses étudiants, principalement des ouvriers.
En 1942, Henriette Wille publie sous le nom d’Henriette Rémi Hommes sans visage, un récit adapté de son expérience pendant la Première Guerre mondiale : comme il est écrit en français pour un public francophone, les noms sont par exemple francisés pour gommer le fait qu’elle travaillait du côté allemand.
Elle figure parmi les donateurs importants au Centre de documentation et d'étude sur la langue internationale de La Chaux-de-Fonds.

## Publications
- Hommes sans visages (sous le pseudonyme d’Henriette Rémi), 1942
- Enketo pri la internacia helplingvo (avec Pierre Bovet), 1949